# Daniel Ellis (Radsportler)
Daniel Ellis (* 7. Oktober 1988 in Albury) ist ein ehemaliger australischer Bahnradsportler.

## Sportliche Laufbahn
Daniel Ellis ist ein Spezialist für die Kurzzeitdisziplinen auf der Bahn, Sprint, Keirin und Teamsprint. Bis 2006 konnte er in diesen Disziplinen mehrfach nationale Juniorentitel und Podiumsplätze erringen. 2006 wurde er zudem in Gent Vize-Weltmeister der Junioren im Sprint sowie im Teamsprint. 2007 gewann er gemeinsam mit Ryan Bayley und Shane Kelly den Titel des Ozeanien-Meisters im Teamsprint.
2010 wurde Ellis australischer Meister im Sprint sowie im Teamsprint (mit Alex Bird und Gary Ryan), im Keirin belegte er Platz zwei; zudem wurde er Ozeanien-Meister im Sprint. Bei den UCI-Bahn-Weltmeisterschaften 2010 in Ballerup belegte die australische Mannschaft mit Ellis Platz 7, im Sprint wurde er 18.
Bei den Olympischen Spielen 2008 in Peking startete Daniel Ellis im Teamsprint; die Mannschaft belegte den vierten Platz. Zwei Jahre später gewann er bei den Commonwealth Games mit Jason Niblett und Scott Sunderland in derselben Disziplin die Goldmedaille.
Nachdem Ellis nicht für die Olympischen Spiele 2012 in London nominiert worden war, beendete er 2012 seine Radsportlaufbahn nahm eine Tätigkeit als Postbote auf. 2013 kündigte er sein Comeback an, um sich für die Commonwealth Games 2014 in Glasgow zu qualifizieren. Er startete bei einem Lauf des Bahnrad-Weltcups und bei den UCI-Bahn-Weltmeisterschaften 2014. Als ihm die Qualifikation nicht gelang, trat er 2015 endgültig zurück.

## Erfolge
2005
- Junioren-Weltmeisterschaft – Teamsprint (mit Jeremy Hogg und Scott Sunderland)
- Australischer Junioren-Meister – Sprint

2006
- Junioren-Weltmeisterschaft – Teamsprint (mit Byron Davis und Scott Sunderland)
- Junioren-Weltmeisterschaft – Sprint
- Ozeanienspiele – Teamsprint (mit Jason Niblett und Mark French)
- Australischer Junioren-Meister – Keirin

2007
- Ozeanienmeister – Teamsprint (mit Ryan Bayley und Shane Kelly)
- Ozeanienmeisterschaft – Sprint
- Weltcup in Sydney – Teamsprint (mit Ryan Bayley und Shane Kelly)

2008
- Weltcup in Melbourne – Teamsprint (mit Jason Niblett und Scott Sunderland)

2010
- Australischer Meister – Sprint, Teamsprint (mit Alex Bird und Gary Ryan)
- Sieger bei den Commonwealth Games – Teamsprint (mit Jason Niblett und Scott Sunderland)

2011
- Weltmeisterschaft – Teamsprint (mit Matthew Glaetzer und Jason Niblett)
- Ozeanienmeisterschaft – Teamsprint (mit Peter Lewis und Jason Niblett)

## Teams
- 2007 Toshiba Australia
- 2009 Team Toshiba
- 2011/2012 Team Jayco-AIS (Bahnteam)